# 209
| [ Edytuj tabelę ] |                            |
| Cesarz Chin       | - 189 Han Xiandi 220       |
| Władca Korei      | - 197 Sansang 227          |
| Papież            | - 199 Zefiryn 217          |
| Król Partów       | - 208 Wologazes VI 228     |
| Cesarz Rzymu      | - 193 Septymiusz Sewer 211 |

Rok 209 / CCIX
stulecia: II wiek ~
III wiek ~
IV wiek

lata: 199 «
204 «
205 «
206 «
207 «
208 «
209
» 210
» 211
» 212
» 213
» 214
» 219

## Wydarzenia
Europa
- przestał wychodzić urzędowy informator Acta Diurna, założony przez Juliusza Cezara w 59 p.n.e., pierwowzór dzisiejszej gazety